# Вицеканцелар Аустрије
Вицеканцелар Аустрије( ) је у политици Аустрије члан савезне владе и заменик савезног канцелара.
У пракси вицекнацелар је водећи члан подређене партије тренутне коалиционе владе, веома често и председник те партије. Ако је само једна странка заступљена у влади, вицеканцелар се сматра наследником канцелара.

## Вицеканцелари током Прве аустријске републике(1918-1938)
| Вицеканцелари током Прве аустријске републике |                     |                     |                                     |
| Име и презиме                                 | Преузимање дужности | Крај дужности       | Политичка странка                   |
| Јодок Финк                                    | 15. март 1919.      | 26. април 1920.     | Хришћанска социјална партија        |
| Фернинанд Хануш                               | 7. јул 1920.        | 22. октобар 1920.   | Социјалдемократска радничка партија |
| Едуард Хајнл                                  | 22. октобар 1920.   | 20. новембар 1920.  | Хришћанска социјална партија        |
| Валтер Брајски                                | 20. новембар 1920.  | 30. мај 1922.       | Хришћанска социјална партија        |
| Феликс Франк                                  | 31. мај 1922.       | 20. новембар 1924.  | Велика Немачка народна странка      |
| Леополд Вабер                                 | 20. новембар 1924.  | 20. октобар 1926.   | Велика Немачка народна странка      |
| Франц Дингхофер                               | 20. октобар 1926.   | 19. мај 1927.       | Велика Немачка народна странка      |
| Карл Хартлеб                                  | 19. мај 1927.       | 4. мај 1929.        | Ландбунд                            |
| Винценц Шуми                                  | 4. мај 1929.        | 26. септембар 1929. | Ландбунд                            |
| Карл Ваугоин                                  | 26. септембар 1929. | 30. септембар 1930. | Хришћанска социјална партија        |
| Ричард Шмит                                   | 30. септембар 1930. | 4. децембар 1930.   | Хришћанска социјална партија        |
| Јохан Шобер                                   | 4. децембар 1930    | 29. јануар 1932.    | Државни службеник                   |
| Франц Винклер                                 | 29. јануар 1932.    | 21. септембар 1933. | Ландбунд                            |
| Емил Феј                                      | 21. септембар 1933. | 1. мај 1934.        | Хајматблок                          |
| Ернст Ридигер Штархемберг                     | 1. мај 1934.        | 14. мај 1936.       | Хајматблок                          |
| Едуард Бар-Баренфелс                          | 14. мај 1936.       | 3. новембар 1936.   | Хајматблок                          |
| Лудвиг Хилгерт                                | 3. новембар 1936.   | 11. март 1938.      | Отаџбински фронт                    |
| Едмунд Глез фон Хорстенау                     | 11. март 1938.      | 13. март 1938.      | Нацистичка партија                  |

## Вицеканцелари Републике Аустрије (1945-данас)
| Вицеканцелари Републике Аустрије |                     |                     |                                                           |
| Име и презиме                    | Преузимање дужности | Крај дужности       | Политичка странка                                         |
| Адолф Шерф                       | 20. децембар 1945.  | 22. мај 1957.       | Социјалдемократска партија Аустрије                       |
| Бруно Питерман                   | 22. мај 1957.       | 19. април 1966.     | Социјалдемократска партија Аустрије                       |
| Фриц Бок                         | 19. април 1966.     | 19. јануар 1968.    | ÖVP                                                       |
| Херман Витхалм                   | 19. јануар 1968.    | 21. април 1970.     | Аустријска народна странка                                |
| Рудолф Хеузер                    | 21. април 1970.     | 30. септембар 1976. | Социјалдемократска партија Аустрије                       |
| Ханес Андрош                     | 1. октобар 1976.    | 20. јануар 1981.    | Социјалдемократска партија Аустрије                       |
| Фред Синовац                     | 20. јануар 1981.    | 24. мај 1983.       | Социјалдемократска партија Аустрије                       |
| Норберт Стегер                   | 24. мај 1983.       | 21. јануар 1987.    | Слободарска партија Аустрије                              |
| Алојз Мок                        | 21. јануар 1987.    | 24. април 1989.     | Аустријска народна странка                                |
| Јозеф Риглер                     | 24. април 1989.     | 2. јул 1991.        | Аустријска народна странка                                |
| Ерхард Бусек                     | 2. јул 1991.        | 4. мај 1995.        | Аустријска народна странка                                |
| Волфганг Шисел                   | 4. мај 1995.        | 4. фебруар 2000.    | Аустријска народна странка                                |
| Сузана Рис-Пасер                 | 4. фебруар 2000.    | 28. фебруар 2003.   | Слободарска партија Аустрије                              |
| Херберт Хаупт                    | 28. фебруар 2003.   | 21. октобар 2003.   | Слободарска партија Аустрије                              |
| Хуберт Горбач                    | 21. октобар 2003.   | 11. јануар 2007.    | Слободарска партија Аустрије/ Савез за будућност Аустрије |
| Вилхел Молтерер                  | 11. јануар 2007.    | 2. децембар 2008.   | Аустријска народна странка                                |
| Јозеф Прел                       | 2. децембар 2008.   | 21. април 2011.     | Аустријска народна странка                                |
| Михаел Шпилденгер                | 21. април 2011.     | 1. септембар 2014.  | Аустријска народна странка                                |
| Рајнхолд Митерленер              | 1. септембар 2014.  | 17. мај 2017.       | Аустријска народна странка                                |
| Волфганг Брандштедер             | 17. мај 2017.       | 18. децембар 2017.  | Независан                                                 |
| Хајнц-Кристијан Штрахе           | 18. децембар 2017.  | 22. мај 2019.       | Слободарска партија Аустрије                              |
| Хартвиг Легер                    | 22. мај 2019.       | 28. мај 2019.       | Аустријска народна странка                                |
| Клеменс Јаблонер                 | 3. јун 2019.        | 1. октобар 2019.    | Независан                                                 |
| Вернер Коглер                    | 7. јануар 2020.     | 3. март 2025.       | Зелени Аустрије                                           |
| Андреас Баблер                   | 3. март 2025.       | Тренутно            | Социјалдемократска партија Аустрије                       |